# 광양중동중학교
광양중동중학교(光陽中洞中學校)는 대한민국 전라남도 광양시 중동에 있는 공립 중학교이다.

## 학교 연혁
- 2000년 12월 13일 : 광양중동중학교 설립인가
- 2001년 3월 1일 : 초대 이형만 교장 취임
- 2001년 4월 7일 : 개교
- 2022년 3월 1일 : 제8대 문광일 교장 부임
- 2024년 2월 8일 : 제22회 졸업 139명 (총 4,357명)

## 참고 자료
- 광양중동중학교 - 한국교육학술정보원 학교알리미